# Encore (Sam Cooke)
| Recensione   | Giudizio        |
| ------------ | --------------- |
| AllMusic     | [ 1 ]           |
| Sputnikmusic | 3.8 (Excellent) |

Encore è il secondo album discografico di Sam Cooke, pubblicato dall'etichetta discografica Keen Records nel novembre del 1958.

## Tracce
Lato A
1. Oh, Look at Me Now – 2:51 (John Deveries, Joe Bushkin) – Registrato il 6 agosto 1958 a Los Angeles, California
2. Someday – 2:14 (Johnny Hodges) – Registrato il 19 agosto 1958 a Los Angeles, California
3. Along the Navaho Trail – 3:05 (Dick Charles, Larry Marks, Eddie DeLange) – Registrato il 19 agosto 1958 a Los Angeles, California
4. Running Wild – 1:25 (A.H. Gibbs, Joe Grey, Leo Wood) – Registrato il 19 agosto 1958 a Los Angeles, California
5. Accentuate the Positive – 3:24 (Johnny Mercer, Harold Arlen) – Registrato il 6 agosto 1958 a Los Angeles, California
6. Mary, Mary Lou – 2:44 (Cayet Mangiaracina) – Registrato primi mesi del 1958 a Los Angeles, California

Lato B
1. When I Fall in Love – 2:41 (Albert Felden) – Registrato il 6 agosto 1958 a Los Angeles, California
2. I Cover the Waterfront – 2:11 (Edward Heyman, Johnny Green) – Registrato il 7 agosto 1958 a Los Angeles, California
3. My Foolish Heart – 2:20 (Hugo Peretti Martin, Jack Ward, Sam Brown) – Registrato il 6 agosto 1958 a Los Angeles, California
4. Today I Sing the Blues – 3:20 (Cliff White, Curtis Lewis) – Registrato il 6 agosto 1958 a Los Angeles, California
5. The Gypsy – 2:30 (Billy Reid) – Registrato il 7 agosto 1958 a Los Angeles, California
6. It's the Talk ot the Town – 3:08 (Al J. Neiburg, Marty Symes, Jerry Livingston) – Registrato il 19 agosto 1958 a Los Angeles, California

## Formazione
Oh, Look at Me Now / Accentuate the Positive / When I Fall in Love / I Cover the Waterfront / My Foolish Heart / Today I Sing the Blues / The Gypsy
- Sam Cooke - voce
- Cliff White - chitarra
- René Hall - chitarra
- Adolphus Ashbrook - contrabbasso
- Charles Blackwell - batteria

Someday / Along the Navaho Trail / Running Wild / It's the Talk ot the Town / Mary, Mary Lou
- Sam Cooke - voce
- Bumps Blackwell - arrangiamenti, conduttore orchestra